# Federico Taborda
Federico Taborda (Pergamino, 1º novembre 1988) è un calciatore argentino, portiere del Montegranaro.

## Carriera

### Club
Il 17 luglio 2018 viene acquistato a titolo definitivo dalla squadra slovacca del Senica.